# Pterostylis incognita
Pterostylis incognita належить до родини і є ендеміком штату Вікторія. Листя зібране в розетці. Квіткове стебло містить до дванадцяти скупчених квіток. Типовий зразок був зібраний поблизу Сейла в 1895 році, але офіційно не був описаний і не отримав назву до 2009 року, до того часу він вважався вимерлим.

## Біоморфологічна характеристика
Це наземна, багаторічна, листопадна, трав'яниста рослина з підземним бульбою. Розетка складається з п'яти-семи листків яйцеподібної форми, кожен листок довжиною 8–20 мм і шириною біля основи рослини 4–11 мм. Від п'яти до дванадцяти квіток зібрані разом на квітконосі заввишки 80–130 мм. Квітки мають довжину 8–12 мм, а дорсальний чашолисток і пелюстки з'єднані. Лабелум має довжину та ширину близько 2 мм, зелений з темно-зеленим відростком біля основи. Цвітіння відбувається з вересня по жовтень.

## Таксономія
Вид був уперше офіційно описаний у 2009 році Девідом Джонсом і отримав назву Hymenochilus incognitus на основі зразка, зібраного поблизу Сейла в 1895 році. Опис було опубліковано в The Orchadian. У 2010 році Гері Бакхауз змінив назву на Pterosylis incognita. Видовий епітет (incognita) — це латинське слово, що означає «невідомий».

## Поширення
Pterostilis incognita, ймовірно, ріс на галявинах або в трав’янистому лісі поблизу Сале. Наукові колекції цього виду не проводилися більше ста років, і він вважається вимерлим.